# Tratado de la brida y jineta
El Tratado de la brida y jineta y de las cavallerías que en entrambas sillas se hacen y enseñan a los cavallos y de las formas de torear a pie y a caballo, conocido abreviadamente como Tratado de la brida y jineta es un libro manuscrito del siglo XVI sobre equitación y tauromaquia escrito en español por Diego Ramírez de Haro en una parte del cual se detallan las suertes del toreo a caballo. Es relevante por ser el primero de su tipo que dedica atención al toreo a pie, todavía secundario en aquella época.

## Contexto
Aunque el toreo a caballo se venía practicando en la península ibérica al menos desde el siglo IX, fue en el siglo XV cuando alcanzó gran popularidad entre la aristocracia, que empleaba tanto la lanza como la espada. Como consecuencia, en el siglo XVI se publicaron varios tratados que recogían preceptos acerca de cómo se debían ejecutar estas suertes, con la finalidad de conseguir una mejor práctica por parte de los caballeros y un mejor entendimiento por el público. Tales reglas no podían ser ignoradas por los matadores.
En aquella época había dos formas de practicar la equitación. La «monta a la brida» usaba estribos largos y caballos corpulentos, con el fin de disponer de mayor fortaleza en los encuentros que se producían en justas y festejos taurinos; la «monta a la jineta», por el contrario, utilizaba estribos más cortos y caballos más esbeltos, para conseguir así una mayor movilidad y un mayor acoplamiento de jinete y cabalgadura.
La equitación formaba parte de la educación básica de todo caballero, pero hacía falta poseer un notable dominio del caballo para enfrentarse a un toro bravo. Aun con ello, la imprevisibilidad de los astados de la época podía provocar percances en los que el jinete fuera descabalgado lo que, además de peligro para la propia integridad física, podía conllevar descrédito para el matador. Para evitar ambos riesgos, el toreador debía estar preparado para continuar la lidia a pie, usando lanza, espada o daga hasta acabar con el toro.

## El libro
Uno de los libros que se publicaron para regular el festejo fue el Tratado de la brida y jineta. Se conservan tres ejemplares manuscritos de la obra en la Biblioteca Nacional de España: uno del siglo XVI, de excelente escritura e ilustrado con setenta y tres láminas dibujadas a pluma que representan útiles del oficio; otro de la misma época, más corriente pero también más completo; y una copia del segundo redactada en el siglo XVIII. La caligrafía del primer ejemplar y algunas referencias que contiene permiten suponer que fue escrito a mediados del siglo XVI.
El hecho de que no llegara a ser impreso no le resta importancia, pues su contenido y la categoría del autor le confieren gran autoridad aunque su difusión fuera menor que la de otras obras similares de la época.

## El autor
El autor, don Diego Ramírez de Haro, es citado por otros escritores especializados de la época como experto en el toreo a caballo. Se relata de él que daba las lanzadas cara a cara con el toro, al galope y sin colocar venda o anteojos al caballo.

## El toreo a caballo

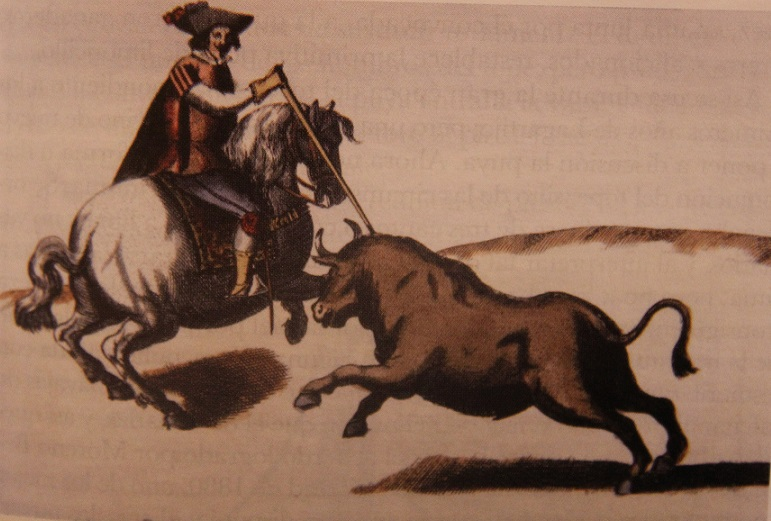
En el predominaba el toreo a caballo, como se aprecia en esta ilustración de un tratado del siglo siguiente.

El tratado ofrece tanto una serie de consejos sobre el comportamiento del caballero como preceptos técnicos relativos a la ejecución de las distintas suertes. También estudia el comportamiento de los toros, que el lidiador debe conocer para saber escoger los lances más apropiados a la condición del animal.
Considera como más hermoso a caballo el uso del rejón, cuyo manejo recomienda dominar a todo caballero, y que opina puede ser colocado en cualquier parte del toro. También describe una suerte desaparecida y que no aparece mencionada en otros tratados, que recuerda el origen cinegético de la fiesta. Consiste en que dos jinetes van a los lados del toro y otro le sigue por detrás. Este debe derribar al astado con el rejón y, antes de que el animal se levante, los otros dos deben atraparle con lazos.
Detalla el uso de la espada a caballo, que dice puede ser usada de tres modos: a la cadera de la montura, al estribo y de frente. De todas formas, opina que la espada debe ser un arma auxiliar y que solo debe ser desenvainada cuando el toro acomete. También menciona el uso del garrochón, cuyo uso cree originario de Salamanca y al que considera herramienta válida para socorrer a un torero más que para la ejecución de suertes.
Mayor importancia concede a la lanza, ya que cree que la lanzada es la suerte esencial en la monta a la brida. Opina que hay que esperar a la acometida del toro y que se debe herir en la «cruz o pescuezo». Si la lanza se quiebra, cosa habitual, es lícito golpear en la cara del animal con la parte rota que permanece en la mano del caballero.
El autor hace hincapié en la obligación de socorrer a los pajes o auxiliares de a pie. Si alguno está en apuros hay que usar cualquier medio para atraer la atención del animal, aun con riesgo de la vida del jinete. Por el contrario, si se trata de socorrer a otro caballero hay que esperar a estar seguro de que no le quedan medios de defensa propios. Solo cuando está caído y en claro peligro se puede acudir en su auxilio.

## El toreo a pie

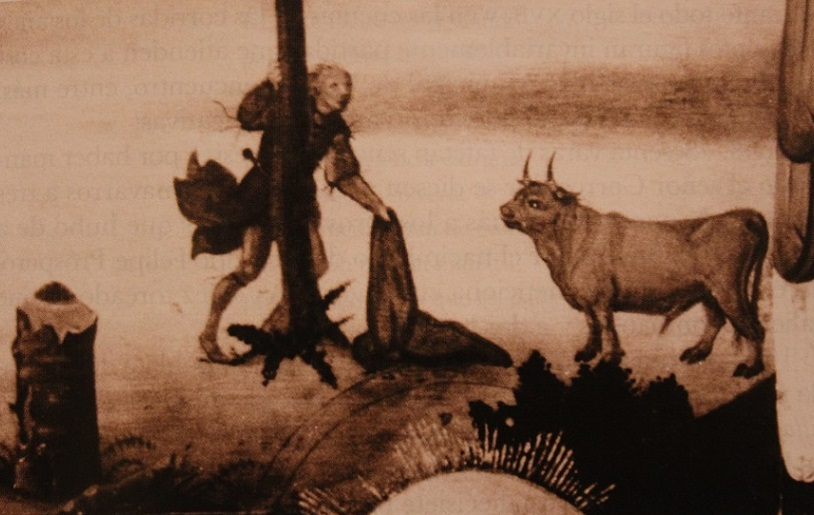
El Tratado es el primero de su tipo en mencionar el toreo a pie, entonces realizado por pajes.

Lo que diferencia al Tratado de la brida y jineta de otros similares de su época es que presta una inusual atención al toreo a pie. Considera Ramírez de Haro que el caballero ha de ser tan hábil en el toreo a pie como a caballo, pues si cae de la silla y no sabe defenderse ofrecerá un triste espectáculo.
Dedica un capítulo a explicar las suertes de espada utilizando términos de esgrima, como era habitual en la época, y explica cuál es el modo más académico de acuchillar al animal. Otro capítulo está dedicado a detallar los recursos que se deben utilizar para salir de percances peligrosos, entre los que está arrojar la capa a la cabeza del toro para privarle de la visión, así como desjarretarle hiriendo con la espada en los corvejones.
El lance habitual a espada se realiza tras quitarse las espuelas, esperando al astado con la capa, con el pie izquierdo adelantado y sin desenvainar hasta que el toro da síntomas de que va a embestir. El buen caballero ha de conocer varias formas de desenvolverse en este lance.